# Aerides (botanica)
Aerides Lour., 1790 è un genere di piante della famiglia delle Orchidacee cui appartengono una trentina di specie originarie in prevalenza dell'Asia tropicale.

## Descrizione
Aerides è un genere di orchidee di taglia media o grande, che crescono tutte su alberi (epifite), ad eccezione di Aerides krabiensis che è litofita, e hanno crescita monopodiale; non presentano pseudobulbi e hanno foglie nastriformi. L'infiorescenza è costituita da racemi penduli con in genere molti fiori, duraturi, profumati, cerosi. Questi fiori sono spesso bianchi con bordi viola o rosa, in alcune specie è presente una carena gialla. I fiori hanno lo sperone rivolto in avanti.

## Tassonomia
Appartengono al genere Aerides le seguenti specie:
- Aerides augustiana Rolfe,  1889
- Aerides crassifolia C.S.P.Parish ex Burb., 1873
- Aerides crispa Lindl., 1833
- Aerides emericii Rchb.f.,1882
- Aerides falcata Lindl. & Paxton, 1851
- Aerides houlletiana Rchb.f.,1872
- Aerides huttonii (Hook.f.) J.H.Veitch, 1868
- Aerides inflexa Teijsm. & Binn., 1862
- Aerides krabiensis Seidenf., 1972
- Aerides lawrenceae Rchb.f., 1883
- Aerides leeana Rchb.f., 1881
- Aerides macmorlandii B.S.Williams, 1855
- Aerides maculosa Lindl.,  1845
- Aerides magnifica Cootes & W.Suarez
- Aerides migueldavidii Cootes, Cabactulan & Naive
- Aerides multiflora Roxb., 1820
- Aerides odorata Lour., 1790
- Aerides orthocentra Hand.-Mazz., 1938
- Aerides phongthuyii Aver. & V.C.Nguyen
- Aerides quinquevulnera Lindl., 1833
- Aerides ringens (Lindl.) C.E.C.Fisch., 1928
- Aerides roebelenii Rchb.f., 1884
- Aerides rosea Lodd. ex Lindl. & Paxton, 1851
- Aerides rubescens (Rolfe) Schltr., 1915
- Aerides savageana A.H.Kent, 1891
- Aerides shibatiana Boxall ex Náves, 1880
- Aerides sukauensis Shim, 2004
- Aerides thibautiana Rchb.f.,  1866
- Aerides timorana Miq., 1859

## Distribuzione e habitat
Aerides è un genere originario dell'Asia tropicale, dall'Himalaya a tutta l'Indocina, le Isole Filippine e Nuova Guinea.

## Coltivazione
Le specie appartenenti a questo genere possono essere conservate in cesti appesi, contenitori in teak o vasi, che permettano di estendere le radici in aria. Crescono meglio nei composti ben drenati, come fibre di albero di felce, corteccia di abete e sfagno. Queste piante richiedono pieno sole o mezz'ombra (a seconda delle specie), temperature calde e umidità applicata alle radici.